# Not Like Us
A Not Like Us Kendrick Lamar amerikai rapper diss trackje, Drake kanadai rapper ellen, ami 2024. május 4-én jelent meg az Interscope Records kiadón keresztül. Lamar negyedik dala, amit a két előadó viszálykodása közben adott ki, egy napon belül Meet the Grahams című kislemeze után. A dal producere Mustard volt, de Sounwave és Sean Momberger is dolgozott rajta. A dalszöveget tekintve hasonló a Meet the Grahams-hez, ismét vádolja Drake-et pedofíliával, illetve ismét szexuális ragadozónak nevezi. A vádak között szerepel az is, hogy a kanadai rapper kihasználja Atlanta zenei kultúráját pénzügyi sikerért.
A Not Like Us-t méltatták  zenekritikusok, kiemelték a produceri munkát, Lamar rappelését és dalszerzését. A Complex a rivalizálás legjobb dalának nevezte, míg a The Ringer szerint minden idők hetedik legjobb diss trackje. A Not Like Us több streaming-rekordot is megdöntött, első helyezett lett a Billboard Hot 100-on, illetve az első tíz helyen végzett Ausztráliában, az Egyesült Királyságban, Litvániában és Új-Zélandon. Az Egyesült Államokban a Hot Rap Songs és a Hot R&B/Hip-Hop Songs slágerlisták történetének legsikeresebb dala.
A dalt Lamar először a The Pop Out: Ken & Friends koncerten adta elő, sorozatban ötször. A kislemez videóklipje, amelyet Dave Free és Lamar rendezték, az amerikai függetlenség napján jelent meg. A szám minden idők legtöbb Grammy-díjat elnyert dala, 2025-ben öt kategóriában díjazták: az Év felvétele, az Év dala, a Legjobb rapteljesítmény, a Legjobb rapdal és a Legjobb videóklip elismerést is kiérdemelte. Lamar a második rapper lett Childish Gambino után, aki megnyerte az első két kategóriát. Lamar Super Bowl LIX-fellépése után, amelyben előadta a dalt, a Not Like Us ismét visszatért a Billboard Hot 100 élére.

## Háttér
Kendrick Lamar és Drake kapcsolata 2013 óta folytonosan romlott, viszálykodásuk 2024 márciusában érte el csúcspontját, miután Lamar megjelent Future és Metro Boomin Like That kislemezén. Drake a versszakra a Push Ups dallal, majd a később törölt Taylor Made Freestyle-lal válaszolt. Lamar a Euphoria és a 6:16 in LA számokkal válaszolt.
Órákkal a 6:16 in LA megjelenése után Drake a Family Matters kislemezzel válaszolt, amiben családon belüli erőszakkal vádolta Lamart és, hogy egyik gyermekének apja igazából Dave Free. Kevesebb, mint egy órával később Lamar kiadta a Meet the Grahams-t, amiben Drake-et szexuális bűnözőnek nevezte és azt mondta, hogy egy szexkereskedelemmel foglalkozó szervezetet működtet torontói villájában, illetve, hogy rejteget egy második gyermeket is.
A Not Like Us 2024. május 4-én jelent meg kevesebb, mint 24 órával a Meet the Grahams után. Az egyetlen utalás a dalra megjelenése előtt Anthony Tiffith-től, Lamar korábbi kiadójának fejétől származott, aki azt írta, hogy „Dot, halott embereket látok,” ami a szám első sora. Lamar korábbi dalaihoz hasonlóan a viszálykodás során, a Not Like Us eredetileg csak YouTube-on jelent meg, mielőtt az Interscope Records eljuttatta streaming platformokra néhány órával később. A Universal Music 2024. május 10-én olasz rádiókra küldte a kislemezt.

## Kompozíció
A dalban Lamar Drake kapcsolatairól beszél gyermekekkel, azzal vádolva a rappert, hogy egy „bizonyított pedofil,” Certified Lover Boy című albumára utalva.
Lamar ezek mellett Drake-et egy telepesnek nevez, aki kihasználja Atlanta előadóit, mint Future, Lil Baby és 21 Savage. Vádolja még azzal is, hogy szexuális kapcsolata volt Lil Wayne partnerével, amíg a rapper börtönben volt és azt kéri, hogy Drake csapatának egyik tagja kerüljön fel egy szexuális bűnözőket gyűjtő adatbázisba.

## Albumborító
A kislemez borítóján Drake The Embassy elnevezésű torontói háza látható Google Térképen, szimbólumokkal, amik szexuális bűnözőket jelölnek a házban. Lamar rajongói a dalra reakcióként különböző jelöléseket helyeztek el Google Térképen a ház körül, többek között a „Kendrick tulajdona” is feltűnt egy ideig.

## Díjak és jelölések
| Díjátadó                | Év   | Kategória               | Eredmény | For.          |
| ----------------------- | ---- | ----------------------- | -------- | ------------- |
| Billboard Music Awards  | 2024 | Legjobb streaming dal   | Jelölve  | [ 17 ]        |
| Billboard Music Awards  | 2024 | Legjobb rapdal          | Elnyerte | [ 17 ]        |
| BET Hip Hop Awards      | 2024 | Az év dala              | Elnyerte | [ 18 ] [ 19 ] |
| BET Hip Hop Awards      | 2024 | Legjobb hiphopvideó     | Elnyerte | [ 18 ] [ 19 ] |
| BET Hip Hop Awards      | 2024 | Impact Track            | Elnyerte | [ 18 ] [ 19 ] |
| MTV Europe Music Awards | 2024 | Legjobb videó           | Jelölve  | [ 20 ]        |
| MTV Video Music Awards  | 2024 | Az év dala              | Jelölve  | [ 21 ] [ 22 ] |
| MTV Video Music Awards  | 2024 | A nyár dala             | Jelölve  | [ 21 ] [ 22 ] |
| Grammy-díj              | 2025 | Az év felvétele         | Elnyerte | [ 23 ]        |
| Grammy-díj              | 2025 | Az év dala              | Elnyerte | [ 23 ]        |
| Grammy-díj              | 2025 | Legjobb rapteljesítmény | Elnyerte | [ 23 ]        |
| Grammy-díj              | 2025 | Legjobb rapdal          | Elnyerte | [ 23 ]        |
| Grammy-díj              | 2025 | Legjobb videóklip       | Elnyerte | [ 23 ]        |

## Közreműködők
- Kendrick Lamar – vokál, dalszerző
- Mustard – producer
- Nicolas De Porcel – maszterelés
- Johnathan Turner – keverés
- Ray Charles Brown Jr. – hangmérnök

## Slágerlisták
| Slágerlista (2024–2025)                  | Legmagasabb pozíció |
| ---------------------------------------- | ------------------- |
| Ausztrália (ARIA)                        | 5                   |
| Ausztrália (ARIA Hip Hop/R&B)            | 1                   |
| Ausztria (Ö3 Austria Top 40)             | 26                  |
| Belgium (Ultratop 50 Flanders)           | 49                  |
| Csehország (Singles Digitál Top 100)     | 33                  |
| Dánia (Tracklisten Top 40)               | 10                  |
| Dél-Afrika (TOSAC)                       | 1                   |
| Egyesült Arab Emírségek (IFPI)           | 2                   |
| Egyesült Királyság (UK Singles Chart)    | 6                   |
| Egyesült Királyság (UK R&B Chart)        | 1                   |
| Észak-Afrika (IFPI)                      | 17                  |
| Finnország (Singlet Top 20)              | 27                  |
| Franciaország (Single Top 100)           | 43                  |
| Fülöp-szigetek (Philippines Hot 100)     | 25                  |
| Global 200 (Billboard)                   | 1                   |
| Görögország (IFPI Greece)                | 4                   |
| Hollandia (Single Top 100)               | 22                  |
| Horvátország (Billboard)                 | 18                  |
| India (IMI)                              | 3                   |
| Izland (Tónlistinn)                      | 13                  |
| Írország (IRMA)                          | 7                   |
| Kanada (Canadian Hot 100)                | 2                   |
| Közel-Kelet és Észak-Afrika (IFPI)       | 5                   |
| Lengyelország (Polish Streaming Top 100) | 33                  |
| Lettország (LaIPA)                       | 1                   |
| Litvánia (AGATA)                         | 4                   |
| Litvánia (TopHit Airplay)                | 147                 |
| Luxemburg (Billboard)                    | 5                   |
| Magyarország (Single Top 40)             | 25                  |
| Malajzia (Billboard)                     | 9                   |
| Malajzia (RIM International)             | 7                   |
| Németország (Media Control Charts)       | 34                  |
| Nigéria (TurnTable Top 100)              | 39                  |
| Norvégia (VG-lista)                      | 11                  |
| Olaszország (FIMI)                       | 68                  |
| Portugália (AFP Top 100 Singles)         | 2                   |
| Románia (Billboard)                      | 14                  |
| Svájc (Schweizer Hitparade)              | 13                  |
| Svédország (Sverigetopplistan)           | 17                  |
| Szaúd-Arábia (IFPI)                      | 6                   |
| Szingapúr (RIAS)                         | 7                   |
| Szlovákia ((Singles Digitál Top 100))    | 11                  |
| US Billboard Hot 100                     | 1                   |
| US Hot R&B/Hip-Hop Songs (Billboard)     | 1                   |
| US Mainstream Top 40 (Billboard)         | 13                  |
| US Rhythmic (Billboard)                  | 1                   |
| Új-Zéland (Recorded Music NZ)            | 1                   |

| Slágerlista (2024)                   | Pozíció |
| ------------------------------------ | ------- |
| Austrália (ARIA)                     | 23      |
| Austrália (ARIA Hip Hop/R&B)         | 3       |
| Dánia (Tracklisten)                  | 99      |
| Dél-Afrika (TOSAC)                   | 6       |
| Egyesült Királyság (OCC)             | 43      |
| Global 200 (Billboard)               | 11      |
| Hollandia (Single Top 100)           | 91      |
| Izland (Tónlistinn)                  | 43      |
| Kanada (Canadian Hot 100)            | 11      |
| Svájc (Schweizer Hitparade)          | 53      |
| US Billboard Hot 100                 | 6       |
| US Hot R&B/Hip-Hop Songs (Billboard) | 1       |
| US R&B/Hip-Hop Airplay (Billboard)   | 6       |
| US Mainstream Top 40 (Billboard)     | 47      |
| US Rhythmic (Billboard)              | 3       |
| Új-Zéland (Recorded Music NZ)        | 9       |

## Minősítések
| Régió | Minősítés  | Eladott példányszám |
| --- | ---------- | ------------------- |
| Ausztrália (ARIA) | 3× platina | 210 000‡            |
| Belgium (BEA) | arany      | 20 000‡             |
| Dánia (IFPI Denmark) | arany      | 45 000‡             |
| Egyesült Királyság (BPI)                                                                                                | platina    | 600 000‡            |
| Franciaország (SNEP) | arany      | 100 000‡            |
| Lengyelország (ZPAV) | platina    | 20 000‡             |
| Olaszország (FIMI) | arany      | 35 000‡             |
| Portugália (AFP) | platina    | 10 000‡             |
| Új-Zéland (RMNZ) | 2× platina | 60 000‡             |
| Streaming |            |                     |
| Görögország (IFPI Greece)                                                                                               | platina    | 6 000*              |
| ‡ Eladási+streaming példányszámok kizárólag a minősítés alapján. † Csak streaming számok kizárólag a minősítés alapján. |            |                     |

## Kiadások
| Régió       | Dátum            | Formátum                     | Verzió      | Kiadó      | For.   |
| ----------- | ---------------- | ---------------------------- | ----------- | ---------- | ------ |
| Világszerte | 2024. május 4.   | digitális letöltés streaming | eredeti     | Interscope | [ 94 ] |
| Olaszország | 2024. május 10.  | airplay rádió                | eredeti     | Universal  | [ 9 ]  |
| Kalifornia  | 2024. július 11. | airplay rádió                | eredeti élő | Interscope | [ 95 ] |
| Olaszország | 2025. február 3. | airplay rádió                | eredeti     | EMI        | [ 96 ] |